# Mini Israel
Mini Israel (hebraisk: מיני ישראל) er en miniaturepark beliggende i nærheden af Latrun i Ayalondalen i Israel. Parken åbnede i november 2002 og indeholder miniaturereproduktioner af bygninger og seværdigheder i Israel. Der er omkring 350 miniaturemodeller, hvoraf de fleste er i en skala af 1:25.